# Фанано
Фана̀но (на италиански: Fanano, на местен диалект Fanân, Фанан) е малко градче и община в Северна Италия, провинция Модена, регион Емилия-Романя. Разположено е на 640 m надморска височина. Населението на общината е 3010 души (към 2012 г.).